# Czarna (dopływ Pilicy koło Sulejowa)

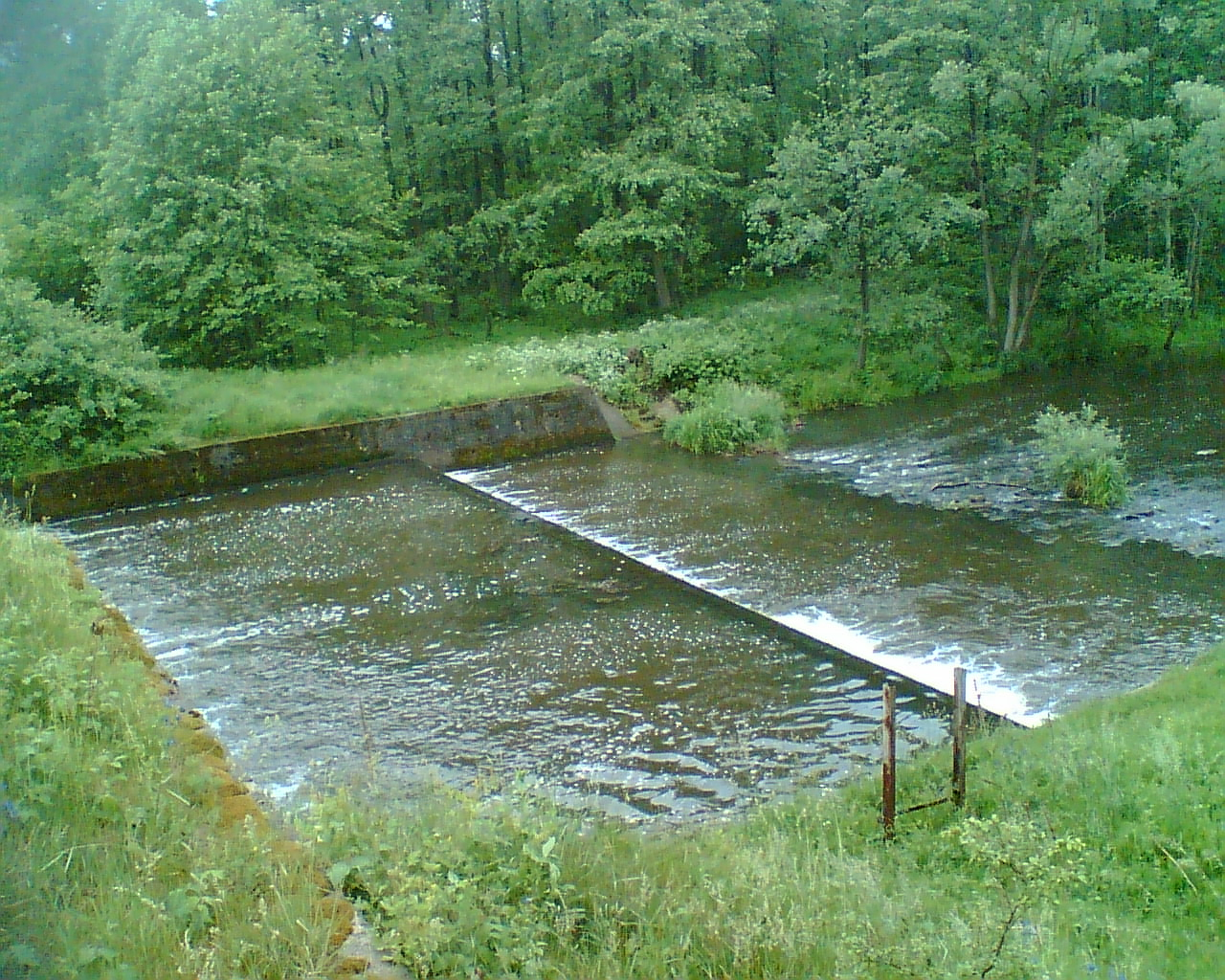
Spiętrzone wody rzeki Czarnej

Czarna (Czarna Konecka, Czarna Maleniecka) – rzeka, prawobrzeżny dopływ Pilicy o długości 87,87 km.
Rzeka płynie w województwie świętokrzyskim i w województwie łódzkim. Źródła rzeki znajdują się na Garbie Gielniowskim na wysokości 360 m n.p.m. Przepływa przez Niekłań Wielki, Stąporków, Sielpię Wielką, Jacentów, Cieklińsko, Rudę Maleniecką, Maleniec i Skórkowice. Do Pilicy uchodzi na jej 158 kilometrze, koło wsi Kurnędz. Jej lewymi dopływami są Krasna, Czarna Taraska, Plebanka i Barbarka.

## Znaczenie historyczne rzeki
Jej dolina odznacza się urozmaiconym krajobrazem i bogatą szatą roślinną. Do niedawna dorzecze Czarnej było pokryte gęstymi lasami, wśród których rozwijały się fabryki i wytwórnie Staropolskiego Zagłębia Przemysłowego. Energię tej rzeki wykorzystywano do poruszania rozmaitych maszyn w Sielpi, Niekłaniu i Rudzie Malenieckiej. Wody Czarnej Koneckiej obracały też koła młynów wodnych oraz napełniały liczne stawy rybne i zbiorniki zaporowe. Również dzisiaj rzeka ta służy do prowadzenia gospodarki rybackiej i w coraz większym stopniu – do rekreacji. Rzeka ta nadal zachowuje dość czystą wodę oraz bogatą faunę i florę.

## Dolina Czarnej Koneckiej

### Flora
Występują tu obszary bagienne – moczary, torfowiska, lasy łęgowe, o słabo poznanej niestety do tej pory faunie i florze. Spiętrzenie wód tego cieku pozwoliło na zagospodarowanie części doliny Czarnej Koneckiej w postaci stawów hodowlanych. To miejsce występowania wielu rzadkich, chronionych gatunków roślin i zwierząt. Świat roślinny jest reprezentowany na tym terenie przez: owadożerne rosiczki, grzybienie białe, kosaćce syberyjskie, wawrzynki wilczełyko i kilka gatunków łąkowych storczyków.

### Fauna
Królestwo zwierząt reprezentują gatunki takie jak: motyle – paź żeglarz i paź królowej; płazy – traszki zwyczajne i górskie, rzekotka drzewna; gady – zaskroniec, padalec, żmija zygzakowata; ssaki – bóbr, wydra, łoś, kuna leśna. Na tym malowniczym terenie możemy spotkać także około 200 gatunków ptaków, w tym około 170 to gatunki lęgowe. Występują tu m.in.: bocian czarny, żuraw, bąk, kobuz, jarząbek, cietrzew, kropiatka, zielonka, derkacz, rycyk, krwawodziób, samotnik, rybitwa czarna, płomykówka, włochatka, dzięcioł zielonosiwy, podróżniczek, remiz, kruk.
Z ryb najczęściej spotykane to: szczupaki, okonie, liny, płocie i karasie. Nadal prowadzone są badania nad występowaniem w tym regionie bezkręgowców, ryb i nietoperzy. Dolina rzeki Czarnej Koneckiej to miejsce posiadające ogromne walory przyrodnicze i krajobrazowe. Koryto rzeki rozciąga się pomiędzy lasami i łąkami, tworząc ciekawy korytarz ekologiczny. Czarna Konecka, meandrując wśród lasów i łąk, tworzy urzekające pejzaże. Obszar doliny, w większości porośnięty lasem, tworzy korzystny mikroklimat.